# クリストフ・ミラーク
- クラストフ・ミラーク
- クリシュトーフ・ミラク
- クリシュトーフ・ミラーク

ミラーク・クリシュトーフ（ハンガリー語: Milák Kristóf, 2000年2月20日 - ）は、ハンガリー・ブダペスト出身の競泳選手。種目はバタフライ。世界選手権とオリンピック双方での金メダリストで、200mバタフライでの世界記録保持者でもある。

## 経歴
2017年世界水泳選手権の100mバタフライで銀メダルを獲得。
2019年世界水泳選手権には200mバタフライで出場し、1分50秒73の世界新記録で優勝した。
そして2020年東京オリンピックの200mバタフライでも金メダルを獲得している。

## 自己ベスト
- 100m自由形 47秒47
- 200m自由形 1分45秒74
- 100mバタフライ 49秒68（ヨーロッパ記録）
- 200mバタフライ 1分50秒34（世界記録）

参照